# Mesochorus trisulcatus
Mesochorus trisulcatus là một loài tò vò trong họ Ichneumonidae.